# Philoliche peringueyi
Philoliche peringueyi är en tvåvingeart som beskrevs av Chainey 1983. Philoliche peringueyi ingår i släktet Philoliche och familjen bromsar. Inga underarter finns listade i Catalogue of Life.